# Виттенский музей
Виттенский музей (нем. Märkische Museum Witten) — художественный музей в центре вестфальского города Виттен, преимущественно специализирующийся на современной немецкой живописи: основу его художественно-исторической коллекции составляют «4000 картин, скульптур и графических работ» XX века, в частности — работы ряда выдающихся экспрессионистов; был основан в 1886 году как краеведческий музей.

## История и описание
Виттенский музей был основан в 1886 году «Ассоциацией местной и региональной истории» (VOHM) как музей промышленности, а также — как историко-краеведческий музей. После перемещения по трём временным площадкам, в период с 1909 по 1911 годы было построено современное здание музея на улице Хуземанштрассе — спонсорами строительства стали владельцы фабрики «Stahlfabrik Friedrich Lohmann». В музее были собраны палеонтологические, геологические, минералогические, биологические и культурно-исторические коллекции. Собрать коллекцию по коммерческой и промышленной истории региона не удалось. Коллекции были дополнены обширной библиотекой по истории региона (и истории Вестфалии), а также — по юридической, церковной и медицинской истории: существенной частью коллекций стал городской архив, включавший в себя документы по истории Виттена и старые газеты региона. Позже к ней была добавлена коллекция монет и медалей.
Произведения искусства стали собираться только с 1920-х годов. Художественные выставки, регулярно проводившиеся музеем, обычно воспринимались как выставки-продажи — благодаря комиссионным музей стремился частично самофинансироваться. Питер Эмиль Ноэль, являвшийся директором местной гимназии и председателем VOHM, передал музею свою коллекцию современной немецкой живописи. Однако, когда в 1937 году министр пропаганды рейха Йозеф Геббельс, защищавший некоторых представителей экспрессионизма, потерял часть своих политических позиций, в формировании идеологии Третьего Рейха возобладала позиция Альфреда Розенберга, не разделявшего взгляды Геббельса. Положение Ноэля, несмотря на его национал-социалистические убеждения, стало сложным: национал-социалисты полагали, что Виттенскому музею следует сосредоточиться на историческом направлении — но оно не развивалось в связи с финансовыми трудностями периода Второй мировой войны.
Вильгельм Неттманн, директор музея с 1953 по 1978 год, продолжил работу в области современного искусства. Во время его пребывания на посту музей был расширен, включив в себя соседнюю виллу Бергер (Villa Berger), в которой сегодня находится головной офис союза «Kulturforum Witten». При преемнике Неттманна — Вольфганге Земтере, занимавшем пост директора с 1978 по 2009 год — музей был закрыт в период с 1985 по 1988 год: в эти годы он был полностью отреставрирован и значительно расширен. Принцип «открытых пространств», положенный в основу переустройства, позволил продолжить представлять широкой публике современные работы — в том числе и с использованием современных технических средств. В октябре 2014 года началось строительство отдельного корпуса для библиотеки — в 2016 году библиотека Виттена переехала в него.

### Коллекция
Большая часть музейной коллекции, собранной «Ассоциацией местной и региональной истории», является сегодня собственностью города Виттен. Два важнейших экспоната по истории региона: статуя архиепископа Кельнского Энгельберта I, созданная около 1230 года (в настоящее время передана в постоянную экспозицию Рурского музея в Эссене) и гробница семьи Штрюнкеде, созданная в XVI веке. Основу художественно-исторической коллекции составляют «4000 картин, скульптур и графических работ», созданных в Германии в XX веке. Так в музее хранятся работы нескольких известных экспрессионистов, в том числе картины Макса Пехштейна, Эрнста Людвига Кирхнера, Эмиля Нольде, Эриха Хеккеля, Конрада Феликсмюллера, Августа Макке, Габриелы Мюнтер и Генриха Кампендонка. Из местных авторов представлены вестфальские экспрессионисты Вильгельм Моргнер и Кристиан Ролфс. Администрация музея утверждает, что он обладает самой крупной коллекцией немецкого информализма.